# Santa Ana Culhuacán
El Barrio de Santa Ana Culhuacán es una colonia de la Ciudad de México, en la alcaldía Coyoacán. Se localiza entre las avenidas Taxqueña, Santa Ana y Escuela Naval Militar, colinda con los Barrios de San Francisco y San Juan al igual que con CTM Culhuacán.
Se ha pretendido conservar sus costumbres, su población predominantemente es de gente que llegó en los años 1970, las construcciones vinieron a terminar con la zona de cultivo que era, donde había siembras, llanos, animales, hoy sólo se recuerda el pueblo por sus festividades, y el interés de la gente por no permitir que desaparezcan las tradiciones.
En esta colonia se ha reportado un aumento en la delincuencia y drogadicción, sumando la falta de presencia de las autoridades. Además se han perdido áreas verdes y hasta las mismas banquetas que son utilizadas como estacionamiento.
La Fiesta Patronal se celebra en el mes de julio, el día 25 por la noche se dan mañanitas en la capilla, el 26 se organiza una celebración; en casa del Mayordomo se organiza la comida del día de la Santa Patrona al igual que el baile y la quema de cohetes.  Como en los demás Barrios, la Fiesta se deja para el siguiente fin de semana y se ve cada año si se puede hacer fiesta de Octava,  ya que la mayoría de las veces se junta con las Fiestas Patronales del Señor del Calvario.
Siendo este uno de los Barrios más antiguos de Culhuacán, durante las celebraciones en honor a la Señora Santa Ana se encuentran juegos mecánicos, puestos de comida, baile y quema de castillo.

## Historia
En principios del siglo XX se realia la construcción de un hermoso zoológico Fue fundado en diciembre de 1984 para funcionar como Escuela Ecológica Comunitaria. 
En 1995 las instalaciones fueron utilizadas por la SEMARNAT (antes SEDUE), como Centro de Decomiso de Fauna Silvestre,De 1997 a 1998, el Parque quedó en el abandono y fue adscrito a la Delegación Coyoacán, bajo el nombre de Escuela Ecológica Comunitaria Los Coyotes. 
El espacio ha permanecido abierto a los visitantes , los que principalmente consistieron en mejorar significativamente las áreas verdes, realizar una limpieza profunda de todo el espacio, la reparación intensa de todas las instalaciones, particularmente de la malla perimetral y las puertas de acceso.
A partir de agosto de 1999, empiezan a llegar los primeros animales, procedentes del zoológico de San Juan de Aragón. Para poder recibir a los ejemplares de la colección se adaptaron diversos espacios existentes. El aviario fue reparado y remodelado para exhibir algunas especies y se habilitaron poco a poco diversos espacios y fue creciendo la colección animal del zoológico, además de los programas de atención a los visitantes,sobre todo aquellos relacionados con la educación ambiental. es un apoyo mutuo con la delegación (Adan torres) 
- Datos: Q6120234